# Berufsverband der Frauenärzte
Der Berufsverband der Frauenärzte (BVF) e. V. ist eine privatrechtliche Körperschaft, die sich der Förderung der Belange der Frauenärztinnen und Frauenärzte in Deutschland zum Ziel gesetzt hat. Die Vereinigung hatte am 31. Dezember 2024 14.740 Mitglieder. Sitz der Vereinigung ist München. Sie ist im Vereinsregister des Amtsgerichts Hamburg, Abteilung 69 mit der Geschäftsnummer VR 6350 eingetragen. Beim Lobbyregister des Bundestags ist er unter der Registernummer R002554 eingetragen.

## Ziele
Als einer der größten ärztlichen Berufsverbände vertritt der Verband die besonderen Interessen bei Behörden, ärztlichen und sonstigen Organisationen, insbesondere bei Ärztekammern und Kassenärztlichen Vereinigungen. Er nimmt die Belange der Frauenärztinnen und Frauenärzte in der Öffentlichkeit wahr.
Der BVF ist somit Interessenvertretung, Sprachrohr und Plenum aller Gynäkologinnen und Gynäkologen in Kliniken und Praxen. Als weiteres Aufgabenfeld sieht der Verband die Beratung der Mitglieder in allen beruflichen Fragen.

## Struktur
Mitglied des Verbandes kann auf Antrag jede Frauenärztin und jeder Frauenarzt, auch junge Ärzte in Weiterbildung, werden. Die Vereinigung verfügt über 17 Landes- und 73 Bezirksverbände. Hauptgeschäftsführerin ist Claudia Halstrick.
Vorstand des Verbandes:
| Funktion                            | Name              |
| ----------------------------------- | ----------------- |
| 1. Vorsitzender und Präsident       | Klaus Doubek      |
| 2. Vorsitzende und Schriftführer    | Markus Haist      |
| 3. Vorsitzender und Schatzmeisterin | Cornelia Hösemann |
| Beisitzer                           | Rolf Englisch     |
| Beisitzer                           | Jochen Frenzel    |
| Beisitzer                           | Frank Thieme      |
| assoziierter Beisitzer              | Markus Schmidt    |

Organe des Verbandes sind der Vorstand, die Vertreterversammlung, die Mitgliederversammlung und der Finanzausschuss.

## BVF Akademie

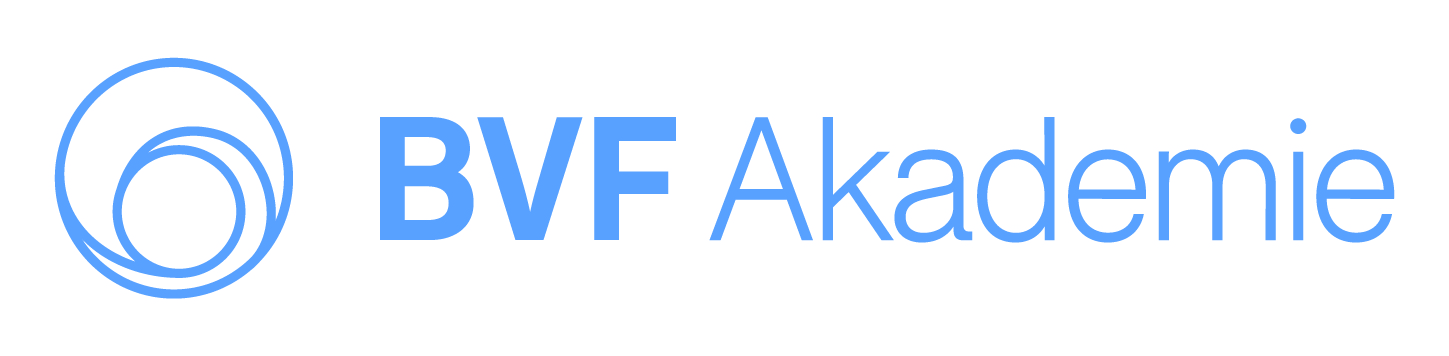
Logo der BVF Akademie

Die BVF Akademie organisiert mit dem Ziel, die Weiterentwicklung des Faches zu fördern, sowie die Qualität der frauenärztlichen Berufsausübung durch Fortbildung sowie durch Qualitätssicherung weiterzuentwickeln, jährlich einen Fortbildungskongress in Düsseldorf, zahlreiche regionale Gynäkologentage sowie fachspezifische Fortbildungen für Frauenärztinnen und Frauenärzte.
Weiterhin zertifiziert und empfiehlt die BVF Akademie externe Fortbildungsveranstaltungen.

## Publikationsorgane
- FRAUENARZT | Für alle Gynäkologinnen und Gynäkologen in Klinik und Praxis – offizielle Verbandszeitschrift des Berufsverbands der Frauenärzte und der Deutschen Gesellschaft für Gynäkologie und Geburtshilfe, ISSN 0016-0237
- www.bvf.de – offizielle Verbandshomepage
- BVF@ktuell – Newsletter für Mitglieder
- www.frauenaerzte-im-netz.de – Informationsportal für Patientinnen
- www.schwanger-mit-dir.de – Kampagnenseite für schwangere Patientinnen oder solche, die es werden wollen

## Zusammenarbeit
Der BVF arbeitet mit folgenden nationalen und internationalen Organisationen zusammen:
- Spitzenverband Fachärzte Deutschlands e. V. (SpiFa) (ordentliches Mitglied)[3]
- European Board and College of Obstetrics and Gynecology (EBCOG)
- Union Européenne des Médecins Spécialistes (UEMS)
- American Congress of Obstetricians and Gynecologists (ACOG)

## Geschichte
Während des 28. Kongresses der Deutschen Gesellschaft für Gynäkologie und Geburtshilfe unter Leitung von Heinrich Martius 1951 in Bad Pyrmont, wurde durch die Mitgliederversammlung der Beschluss gefasst, eine Interessengemeinschaft Gynäkologie (IGG) zu bilden. Im Rahmen der Gründungssitzung wurde F. Bernhard Rüder zum ersten Vorsitzenden dieser Gemeinschaft gewählt, nach welchem Ende der 1980er Jahre die Bernhard-Rüder-Medaille benannt wurde, die als Auszeichnung des Verbandes an Personen verliehen werden kann, die sich in besonderem Maße um die Belange des Berufsverbandes verdient gemacht haben. Im September 1956 wurde der Name in Berufsverband Gynäkologie geändert. Unter dem Namen Berufsverband der Frauenärzte e. V. erfolgte die Eintragung im Vereinsregister im September 1967. Nach der deutschen Wiedervereinigung 1990 wurden in den neuen Bundesländern eigene Landes- und Bezirksverbände gegründet. Zu den Ersten, die sich um den Aufbau der Strukturen des Verbandes in den neuen Bundesländern bemühten gehörten Martin Link (1934–2005), Dresden, Hans-Joachim Seewald (* 1937), Jena, Reinhold Schwarz (1929–2017), Rostock, und Wolfgang Weise (1938–2006), Magdeburg.

### Präsidenten
- Bernhard Rüder, Hamburg (1951 bis 1964)
- Friedhelm Isbruch, Bochum (1964 bis 1971)
- Hans Wegner, Ludwigshafen (1971 bis 1981)
- Eduard Koschade, Dachau (1981 bis 1990)
- Klaus Doench, Göttingen (1991)
- Armin Malter, Merzig (1992 bis 2002)
- Manfred Steiner, Ihringen (2002 bis 2005)
- Christian Albring, Hannover (2005 bis 2021)
- Klaus Doubek, Wiesbaden (seit 2022)